# 我得你都得
《我得你都得》（英語：Yes We Can）是香港電台的一個星期日下午節目，從2009年3月21日起播出。此節目的播放時間為逢星期日下午4時至5時（2020年11月21日前，則於逢星期六深夜（星期日凌晨）12時至2時播放），初期主持為錢佩卿及李燦榮，取代舊有的由錢佩卿獨力主持的讀書節目《月光書情》。節目出現的原因，據主持在節目第一日播出時所說，是由於香港當時在金融海嘯的衝擊下，社會普遍流露悲情的情緒，所以香港電台希望透過這個勵志節目令香港人重新振作。2017年起，節目主持正式加入一直在節目擔任嘉賓的曾繁光醫生。
每隔4至5星期會開放熱線電話，接聽並回應聽眾來電。
在2020年11月22日（即改於星期日下午播出）前，節目分為四個部份，分別如下：
| 時間               | 內容                                     |
| ------------------ | ---------------------------------------- |
| 00:00 ~ 00:30      | 經驗分享——李燦榮、錢佩卿                 |
| 00:30 ~ 01:00      | 說書人生——錢佩卿主理                     |
| 01:00 ~ 02:00      | 曾繁光醫生環節——錢佩卿、曾繁光           |
| 01:30 ~ 02:00      | 課程環節——李燦榮主講，李燦榮、錢佩卿對話 |
| 每月最後一個周末夜 | 開放熱線，三位主持與聽眾空中對談         |

受新型肺炎疫情影響，該節目曾於2020年7月25日晚上至同年8月23日暫停播出，原有時段改為播出特備節目《我們在乎你》及疫情版的《師兄祠堂》，及至同年8月30日恢復播出。及後，在11月22日起，改於星期日下午4時播出。節目仍然保留著之前的環節，只是因時間關係各自濃縮成約10至15分鐘。

## 外部連結
- 香港電台—我得你都得—重溫各集 （页面存档备份，存于）

| 香港電台 第一台節目     |                                         |                           |
| 同時段上一節目 月光書情 | 我得你都得 2009年3月21日－2020年7月18日 | 同時段接替節目 我們在乎你 |

| 香港電台 第一台節目   |                                 |                             |
| 同時段上一節目 懶人包 | 我得你都得 2020年11月22日－現在 | 同時段接替節目 （現正播出） |

| 前一節目： 一起走過(星期六) | 香港電台第一節目 逢星期六深夜（星期日凌晨）12時至凌晨2時 | 下一節目： 周末午夜場(星期日凌晨) |

| 前一節目： 管理新思維 | 香港電台第一節目 逢星期日下午4時至5時 | 下一節目： 城市論壇 |